# Stenosemus stearnsii
Stenosemus stearnsii is een keverslakkensoort uit de familie van de Ischnochitonidae. De wetenschappelijke naam van de soort is voor het eerst geldig gepubliceerd in 1902 door Dall.